# 西河陽州
西河陽州是五胡十六国中汉国的州。
汉昭武帝嘉平年间（311年-315年）由殷州、卫州、东梁州、西河阳州、北兖州五州，以怀柔安置新附的郡县。西河陽州其领郡及治所皆不详。西河陽州下辖河阳县（今河南省孟州市）。汉昌元年（318年）靳准之乱被刘曜平定，刘曜迁都长安，离石一带被后赵石勒攻克，后赵废除西河陽州。